# Hospital Monseñor Sanabria
El Hospital Monseñor Víctor Manuel Sanabria Martínez, mejor conocido simplemente como Hospital Monseñor Sanabria, es un centro médico que integra la Región Pacífico Central de la Caja Costarricense de Seguro Social(CCSS). Se encuentra ubicado a unos 10 km al sur de la ciudad de Puntarenas, en la  costa pacífica costarricense, a sólo 100 m de la playa.
Dentro de la estructura hospitalaria del país, el Monseñor Sanabria se cataloga como un hospital regional. Atiende las zonas del pacífico central y vastas regiones de la provincia de Guanacaste.
Su edificio (originalmente de 33 m y 10 pisos) fue una de la más altas del país antes del terremoto de 2012 que obligó a demoler parte de los pisos superiores.

## Historia
El hospital se diseñó en el año 1964 y fue inaugurado el 12 de octubre de 1973 como un sucesor más grande y moderno del hasta entonces Hospital San Rafael (hoy área de salud San Rafael de Puntarenas) ubicado en el centro de la ciudad de Puntarenas, el cual funcionó en forma ininterrumpida desde 1852 hasta esa fecha. 
Para su construcción, se consideró su cercanía a la costa, para ser ingresado tanto por vía terrestre como marítima. En particular, tiene una ubicación estratégica para ser accesado rápidamente desde diversas rutas importantes, como la Ruta N° 1 (Carretera Interamericana Norte) y la Ruta N° 34 (Carretera Costanera).

## Características
El conjunto tiene un área de 17.000 metros cuadrados y está formado por una torre principal con una estructura compuesta por marcos de concreto armado. Fue diseñado con diez pisos con áreas similares entre sí, de los cuales el primero tiene 4,20 m de altura y los demás 3,60 m. El resto del cmplejo lo compone otro edificio de servicios generales y consulta externa de un piso, y un bloque de quirófanos de 3 pisos. 
La planta arquitectónica del edificio principal tiene forma de T, estaba originalmente construido con base en marcos (vigas y columnas) de concreto armado. Las paredes interiores son de bloques huecos de arcilla, apoyados en vigas y columnas de manera que interactúan con la estructura. Las paredes exteriores son de bloque ornamental o bloque macizo de arcilla. El edificio está cimentado con pilotes enclavados en un depósito de arena marina saturada. 
Recientemente se realizó su readecuación sísmica, y se añadieron muros de corte colados en los extremos del ala y alrededor del ducto de elevadores. Inicialmente el hospital contaba con 289 camas, que se redujeron a 200 durante la ejecución de las obras.

## Efectos del terremoto del 2012
Actualmente, el Hospital consta de sólo 3 pisos de los 10 originales. Fue el inmueble más afectado por el terremoto que afectó al país en el 2012, y los 7 pisos superiores fueron los más dañados, así que debieron ser demolidos en su totalidad.
Buena parte del impacto ocurrido en su infraestructura se atribuyen a su edificación en un terrero arenoso poco consistente, con un nivel freático muy superficial, y cercano a la desembojadera del río Barranca. Por ese motivo, existe el proyecto de trasladar el Hospital a un terreno más apropiado, ubicado 5 km al este, en el distrito de Barranca. Se estima que las obras para reubicarlo se iniciarían en el 2017, y contaría con más servicios y mayor nivel de complejidad hospitalaria.

## Origen del nombre
El hospital lleva el nombre de Víctor Manuel Sanabria Martínez (1888 - 1952†), segundo Arzobispo de San José y Benemérito de la Patria. Sanabria se destacó por su amplia obra religiosa y política a favor del país. 
Sus méritos más relevantes fueron su contribución a redactar y apoyar para que se promulgaran las Leyes Sociales de la República, la incorporación a la Constitución Política del Capítulo de las Garantías Sociales, así como el Código del Trabajo. Monseñor Sanabria contribuyó eficazmente para que desde entonces el costarricense disfrutara de beneficios, tales como: vacaciones pagadas, seguro social, seguros de enfermedad, maternidad e invalidez, pago de cesantía y otras prestaciones laborales. 
Sanabria además enfrentó la trágica conflagración nacional y la revolución de 1948. No obstante, acabado el proceso bélico, logró fundir en un solo pensamiento las ideas de la Junta Fundadora de la Segunda República y las de la Iglesia, de manera que el pueblo costarricense pudiera volver a la fraternidad que le había caracterizado.